# Pic tigré
Campethera notata
Espèce
Statut de conservation UICN

 NT  : Quasi menacé
Le Pic tigré (Campethera notata) est une espèce d'oiseau de la famille des Picidae, endémique à l'Afrique du Sud (provinces du Cap-Occidental, du Cap-Oriental et du KwaZulu-Natal).
C'est une espèce monotypique.